# Esson
Esson é uma comuna francesa na região administrativa da Normandia, no departamento Calvados. Estende-se por uma área de 8,74 km². Em 2010 a comuna tinha 533 habitantes (densidade: 61 hab./km²).